# Le Corsage rayé
Le Corsage rayé (ou Femme à la robe rayée) est un tableau réalisé par le peintre français Édouard Vuillard en 1895. De format vertical, cette huile sur toile est une scène de genre qui représente deux femmes s'occupant de vases de fleurs, celle qui se tient devant l'autre portant un haut rayé. Commande de Thadée Natanson et de son épouse Misia, l'œuvre est conservée depuis 1983 à la National Gallery of Art, à Washington, aux États-Unis.